# Țărani ai statului
Țărani ai statului  (în limba rusă: Госуда́рственные крестья́не) a fost o clasă socială specială din secolul al XVIII-lea – prima jumătate a secolului al XIX-lea din Imperiul Rus. În anumite perioade, țăranii statului formau până la jumătate din populația ocupată în agricultură. Spre deosebire de iobagi, țăranii statului se bucurau de libertate personală, deși erau legați de moșie. 

## Istoric
Țăranii statului erau înființați prin ucazul împăratului Petru cel Mare, fiind transformați în țărani ai statului agricultorii care nu fuseseră iobăgiți deja din regiunile siberiene, ale cursului inferior al Volgăi și al zonei pre-uraliene. 
Numărul țăranilor statului a crescut odată cu confiscarea proprietăților bisericii ruse (în special în timpul domniei Ecaterina a II-a, din noile teritorii cucerite (Tările Baltice, Ucraina, Belarus, Crimeea, Caucaz), ale cazacilor ucraineni, a satelor iobagilor polonezi și a altora. Ca urmare, în secolul al XVIII-lea, proporția țăranilor statului în cadrul populației agricole a crescut de câteva ori, în special ca urmare confiscărilor proprietățior bisericești. 
În a doua jumătate a secolului al XVIII-lea avea loc un transfer masiv (mai multe sute de mii de suflete) de țărani ai statului către nobilimea rusă. În prima jumătate a secolului al XIX-lea, continua vânzarea sau arendarea satelor statului, inclusiv al așezărior statului din regiunile vestice, către marii proprietari funciari. Marea nobilime rusă milita în această perioadă pentru eliminarea întregii clase a țăranilor statului și transferul terenurilor lucrate de aceștia în proprietatea privată a moșierilor. 

## Poziția țăranilor statului în cadrul societății ruse
Țăranii statului trăiau pe pământurile publice și erau datori să plătească o serie de taxe. În conformitate cu rezultatele primului recensământ al populației din Imperiul Rus (1724), în Rusia europeană și Siberia trăiau 1.049.000 de țărani ai statului, adică 19% din populația agricolă masculină (era vorba doar de bărbați – femeile nu fuseseră recenzate). Cu ocazia celui de-al 10-lea recensământ s-a constatat existența a 9.345.000 de țărani ai statului, adică 45,2% a populației agricole masculine. 
Țăranii statului aduceau o contribuție importantă la bugetul statului. Pe teritoriul statelor baltice și a Poloniei ocupate, proprietățile statului erau arendate de către moșieri, iar țăranii statului prestau în general muncă obligatorie, în loc să plătească contribuții bănești.  Tăranii din Siberia aveau obligația să lucreze mai întâi pământul statului, după care trebuiau să plătească un bir în produse, (mai târziu în bani). În prima jumătate a secolului al XIX-lea, obligațiile țăranilor statului variau de la 7,50 la 10 ruble de persoană pe an. 
Situația țăranilor statului era mai grea din multe puncte de vedere decât a iobagilor. Dacă moșierii, chiar și cei mai lipsiți de omenie, erau interesați din motive economice în apărarea vieții și sănătății țăranilor de pe pământurile lor, marea masă a funcționarilor publici nu erau interesați în niciun de starea materială și fizică a țăranilor statului, care erau obligați să execute cele mai grele munci. Spre exemplu, în timpul construcției orașului Sankt Petersburg, un mare număr de țărani ai statului au murit din cauza condițiilor grele de muncă și a bolilor. 
Țăranii statului erau obligați să plătească și anumite taxe regionale în bani sau natură, (pentru întreținerea drumurilor, desecări, șa). Țăranii statului purtau răspundere colectivă pentru plata tuturor taxelor, contribuțiilor și obligațiilor în muncă. 
În schimb, țăranii statului aveau permisiunea să efectueze comerț cu amănuntul și cu ridicata, să dechidă ateliere meșteșugărești și să ocupe „terenurile nelocuite”, adică terenuri care nu se aflau în proprietatea moșierilor și prin urmare nu erau locuite de iobagi. 

## Reforma lui Pavel Kiseleff
Ca urmare a crizei de terenuri agricole și a creșterii obligațiilor către stat, la începutul secolului al XIX-lea avea loc un proces profund de sărăcire a țăranilor statului. Înrăutățirea situației lor a dus la izbucnirea unei serii de răscoale, precum au fost Răscoalele holerei din 1830-1831 sau Răscoalele cartofului din 1834 și 1840 – 1844. Schimbarea politicii față de țăranii statului devenise obligatorie. 
În deceniul al patrulea al secolului al XIX-lea, guvernul a declanșat reforma statutului satelor statului. Pavel Kiseleff a fost inițiatorul reformei din 1837 – 1841. Prin aceste reforme a fost înființate Ministerul Proprietății Statului și birourile locale însărcinate cu „vegherea” asupra stării țăranilor statului și a comunităților rurale. Obligațiile în muncă ale țăranilor statului au fost abolite în Lituania, Belarus și Ucraina de pe malul drept. Închirierea proprietății statului de către moșieri a fost interzisă, iar obligațiile în muncă și produse au fost înlocuite cu taxe colectate în mod uniform pe tot întinsul Rusiei. În plus, Keseleff era un sprijnitor al ideii emancipării țăranilor ruși, considerând că procesul eliberării din iobăgie trebuie să se desfășoare gradual, fără să fie aduse prejudicii statului. 
Țăranii statului au obținut dreptul la autoguvernare. Cu toate acestea, țăranii statului rămâneau în continuare legați de pământ, în stare de semi-iobăgie. În ciuda reformelor întreprinse pentru îmbunătățirea situației țăranilor statului, schimbările radicale în lumea satului nu puteau avea  loc decât odată cu abolirea iobăgiei. Marii proprietari de pământ se opuneau neîncetat oricăror reforme în domeniu, temându-se că îmbunătățirea situației țăranilor statului avea să creeze un exemplu contagios pentru țăranii iobagi. Moșierii aveau fără îndoială motive întemeiate de neliniște, de vreme ce Kiseleff avea intenția declarată să împuternicească Ministerul Proprietății Statului să intervină în relațiile dintre marii proprietari de pământ și țăranii iobagi. Datorită opoziției puternice a moșierilor, această inițiativă a lui Kiseleff nu a fost pusă niciodată în practică.
Cu toate acestea, în redactarea legilor care au dus la  abolirea iobăgiei în Rusia (1861) s-a ținut seama de experiență dobândită în timpul reformelor lui Kiseleff, în special în domeniile autoguvernării țărănești și a stabilirii statutului țăranului rus eliberat. 

## Eliberarea țăranilor statului
Pe 24 noiembrie 1866 a fost emisă „Legea cu privire la împroprietărirea țăranilor statului”. Comunitățile rurale căpătau dreptul de „proprietate” asupra pământurilor pe care le-au lucrat, în fapt dreptul de exploatare directă. Modul de răscumpărare a terenurilor arabile a fost reglementat prin legea din 12 iunie 1886. Prin aceste reforme, proprietatea statului în domeniul agricol a scăzut până la 10% în guberniile centrale ale Rusiei Europene și până la 44% în regiunile nordice. Prin comparație cu obligațiile bănești din trecut, sumele plătite pentru răscumpărarea terenurilor agricole au crescut cu aproximativ 45%. Plățile au fost eșalonate pe o mare perioadă de timp, până în anul 1931. 